# Госзаповедник Центральная усадьба
Госзаповедник Центральная усадьба — упразднённый населенный пункт, находившийся в подчинении администрации пгт Краснолесный городского округа город Воронеж Воронежской области России. В 2008 году включён в состав посёлка Краснолесный и исключён из учётных данных.

## География
Располагался  у административной границы с Верхнехавским районом, на левом берегу реки Усмань, на территории Воронежского государственного заповедника, на расстоянии приблизительно 4 км к востоку от посёлка Краснолесный.

## История
Возник как населённый пункт при центральной усадьбе Воронежского заповедника.

## Население
Согласно результатам переписи 2002 года, в населённом пункте проживало 313 человек, из которых русские составляли 96 % населения.

## Транспорт
Автобусное и пригородное железнодорожное сообщение с Воронежом. Остановка общественного транспорта «Заповедник» на региональной автодороге 20Н-6-7. Железнодорожная платформа (остановочный пункт) имени Пескова.